# 西盤半島
西盤半島或维斯特布拉德半岛（Westerplatte）是位於波蘭格但斯克附近的一個半島，在戰間期屬於但澤自由市。西盤半島是西盤半島戰役的發生地，這場戰役也是二戰的第一場戰役。西盤半島是波蘭少數前德式地名中未改為波蘭式地名的地點。

## 外部連結
54°24′27″N 18°40′17″E / 54.40750°N 18.67139°E
- A Song of the Soldiers of Westerplatte （页面存档备份，存于）
- westerplatte.pl/（页面存档备份，存于）
- Map of events occurring in Westerplatte
- Huge article about battle of Westerplatte